# پارونتس (استان پلوودیو)
پارونتس (به بلغاری: Parvenets) یک منطقهٔ مسکونی در بلغارستان است که در استان پلوودیو واقع شده‌است.
 پارونتس ۱۶٫۴۹۱ کیلومتر مربع مساحت و ۳٬۵۷۱ نفر جمعیت دارد و ۴۵۴ متر بالاتر از سطح دریا واقع شده‌است.